# Somogyhárságy
Somogyhárságy is een plaats (község) en gemeente in het Hongaarse comitaat Baranya. Somogyhárságy telt 500 inwoners (2001).